# Palaiokhóri (ort i Grekland)
Palaiokhóri (Palaiochori) är en ort i Grekland.   Den ligger i prefekturen Fthiotis och regionen Grekiska fastlandet, i den centrala delen av landet, 130 km nordväst om huvudstaden Aten. Palaiokhóri ligger 469 meter över havet och antalet invånare är 287.
Terrängen runt Palaiokhóri är kuperad åt sydväst, men åt nordost är den bergig. Runt Palaiokhóri är det ganska glesbefolkat, med 21 invånare per kvadratkilometer. Närmaste större samhälle är Amfíkleia, 12,7 km sydost om Palaiokhóri. Trakten runt Palaiokhóri består till största delen av jordbruksmark.